# Dhurata Dora

## Biografie
Dhurata Murturi s-a născut pe 24 decembrie 1992 în orașul bavarez Nürnberg, într-o familie de albanezi. A urmat școala primară în Fürth. A început să cânte de la o vârstă fragedă. Și-a început cariera muzicală în Albania, unde a lansat în 2011 piesa „Vetë Kërkove”. După aceasta, a colaborat cu producătorul muzical Don Arbas, împreună cu care a lansat în 2012 single-ul „Get Down”. În continuare a lansat piesele „I Like Dat”, „Edhe Pak”, „Roll” și „A Bombi”, pentru ca în primăvara lui 2015 să semneze cu casa de discuri Max Production. „A Bombi” este cea mai populară piesă a artistei, cu peste 47 de milioane de vizionări pe YouTube.

## Single-uri
2011
- „Vetë Kërkove”

2012
- „Get Down” (feat. Don Arbas)
- „Ska Limit” (feat. 2Ton)

2013
- „Afër Meje” (feat. Kaos)
- „I Like Dat”
- „Edhe Pak” (feat. Blunt & Real, Lumi B)
- „Nice & Slow”

2014
- „Roll” (feat. Young Zerka)
- „A Bombi”

2015
- „Ti Don”
- „Shumë On”

2016
- „Zoom Zoom” (feat. Vig Poppa)
- „Numrin E Ri”
- „Bongo” (feat. Capital T)
- „Vec Ty”

2017
- „Ayo” (feat. DJ Geek)
- „Simpatia” (feat. Lumi B)
- „Bubble”
- „Kesh Kesh”

2018
- „Trendafil” (feat. Flori Mumajesi)
- „Jake Jake”

2019
- „Zemër” (feat. Soolking) [6]